# Dominique Strauss-Kahn
Dominique Gaston André Strauss-Kahn (sinh 25 tháng 4 năm 1949), thường được gọi trên báo chí là DSK, là một nhà kinh tế, luật sư, và chính trị gia Pháp.
Ông tham gia Đảng Xã hội từ năm 1986 rồi trở thành chủ tịch Ủy ban tài chính của Hạ viện Pháp từ năm 1988 tới 1991, bộ trưởng Bộ Công thương từ 1991 tới 1993 dưới thời các Thủ tướng Édith Cresson và Pierre Bérégovoy và thị trưởng Sarcelles từ 1995 tới 1997. Sau khi góp công lớn giúp Đảng Xã hội giành chiến thắng trong kỳ bầu cử lập pháp năm 1997, Strauss-Kahn trở thành bộ trưởng Bộ Thương mại, Tài chính và Công nghiệp Pháp trong chính phủ của Thủ tướng Lionel Jospin. Ông từ chức vào năm 1999 vì dính vòng lao lý, nhưng sau đó đắc cử dân biểu vào năm 2001 và được miễn trừ truy tố sau đó. 5 năm sau, ông thất bại trước Ségolène Royal trong cuộc chạy đua làm ứng cử viên Đảng Xã hội cho cuộc bầu cử Tổng thống Pháp năm 2006.
Chỉ 1 năm sau, Strauss-Kahn trở thành giám đốc Quỹ Tiền tệ Quốc tế (IMF) tuy nhiên ông buộc phải từ chức sau những cáo buộc quấy rối tình dục vào năm 2011. Ông vẫn được miễn trừ truy tố hình sự, tuy nhiên những tranh chấp dân sự sau đó vẫn kéo dài nhiều năm sau. Sự việc khiến ông đang từ ứng cử viên sáng giá nhất cho chức vụ Tổng thống Pháp vào năm 2012, buộc phải rút lui khỏi danh sách ứng cử viên của Đảng Xã hội. Thời gian sau đó, ông thường xuyên phải hầu tòa vì những bê bối chính trị và tài chính, nhưng hầu hết được miễn trừ hình sự cũng như truy cứu.
Sau khi chấm dứt sự nghiệp chính trị, Strauss-Kahn quay lại công tác giảng dạy và luật sư khối luật tư nhân.

## Sự nghiệp chính trị
Chính phủ
- Bộ trưởng Bộ Công nghiệp và Thương mại (1991-1993)
- Bộ trưởng Bộ Kinh tế, Tài chính và Công nghiệp (1997-1999: từ chức)

Bầu cử
- Dân biểu của Quốc hội Pháp vùng Val d'Oise (1986-1991: trở thành bộ trưởng năm 1991)
- Tái đắc cử Dân biểu của Quốc hội Pháp năm 1997
- Bộ trưởng (2001-2007) (từ chức để trở thành Tổng Giám đốc điều hành IMF năm 2007)

Hội đồng khu vực
- Dân biểu Hội đồng Khu vực của Ile-de-France (1998-2001: từ chức)

Hội đồng thành phố
- Thị trưởng thành phố Sarcelles (1995-1997: từ chức)
- Phó Thị trưởng thành phố Sarcelles (1997-2007: từ chức trở thành Tổng Giám đốc điều hành IMF năm 2007)

Hội đồng Phối hợp cộng đồng
- Chủ tịch của Hội đồng Phối hợp cộng đồng của Val de France (2002-2007: từ chức trở thành Tổng Giám đốc điều hành IMF năm 2007).

IMF
- Tổng Giám đốc điều hành Quỹ Tiền tệ Quốc tế (2007-2011)

## Cáo buộc cưỡng bức tình dục

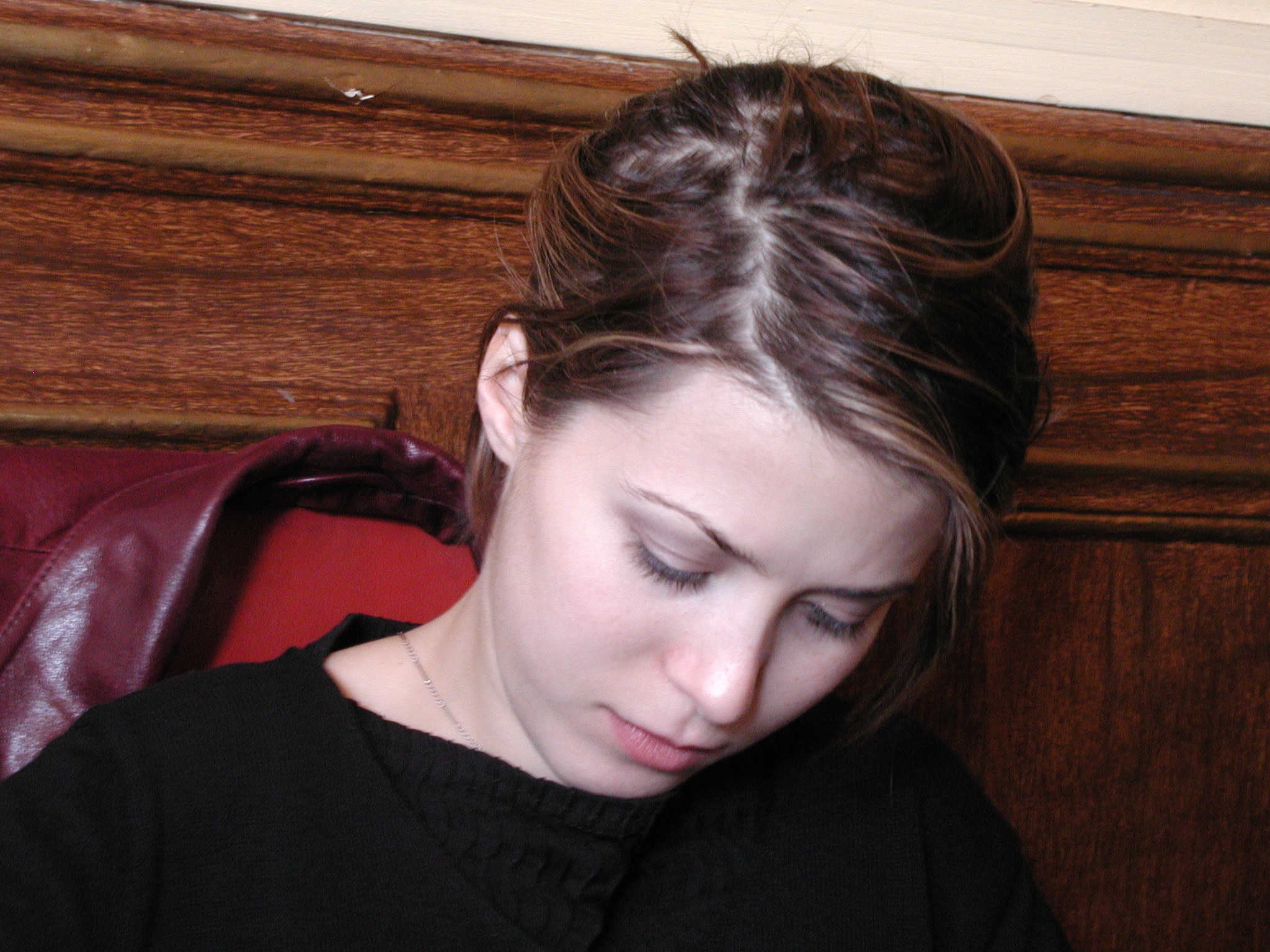
Cô Banon cáo buộc ông Strauss-Kahn đã hiếp dâm cô khi cô còn trẻ

Năm 2007, Tristane Banon, một nhà văn, nhà báo Pháp đã cáo buộc ông Strauss-Kahn cưỡng bức tình dục cô vào năm 2002. Ngày 14 tháng 5 năm 2011, Dominique Strauss-Kahn đã bị cảnh sát Hoa Kỳ bắt giữ vì một cáo buộc liên quan đến cưỡng bức tình dục đối với một nhân viên khách sạn Sofitel ở Manhattan, Hoa Kỳ. Sau vụ cáo buộc này, ông đã gửi đơn từ chức Tổng giám đốc Quỹ Tiền tệ Quốc tế và đã được chấp nhận từ chức. Vụ việc xảy ra vào buổi trưa, khi nữ nhân viên dọn phòng bước vào phòng của ông Strauss-Kahn tại khách sạn Sofitel trên phố West số 44th. Ông Strauss-Kahn khi đó đang ở trong nhà tắm, rồi ông bước ra trong khi không hề mặc quần áo và túm lấy nữ nhân viên này. Theo lời cáo buộc thì sau đó, ông Strauss-Kahn đè nữ nhân viên phục vụ lên giường và ép cô quan hệ tình dục bằng miệng. Sau đó cô hầu phòng đã chạy thoát được, và ông Tổng Giám đốc IMF nhanh chóng ra sân bay đi Paris Pháp. Ông bị cảnh sát New York (NYPD) dẫn giải khỏi máy bay của hãng Air France chỉ vài phút trước giờ cất cánh.